# Селычка
Селы́чка (удм. Сылӥӟ) — река в России, протекает по Якшур-Бодьинскому району Удмуртии. Правый приток Ижа.

## Топоним
Основа «Селыч» не находит объяснения в удмуртском языке. Гидронимы на -ич, -ыч встречаются в Верхнем Прикамье и бассейне Печоры.

## География
Длина реки 28 км, площадь водосбора 141 км². Протекает по центральной части района с севера на юг.
Исток на Тыловайской возвышенности в 2 км к северо-востоку от деревни Пислеглуд. В верховьях течёт через упомянутую деревню и через Нижний Пислеглуд, в котором река запружена. Ниже на левом берегу находится село Якшур-Бодья, в селе впадает левый приток Якшурка. Южнее села на реке имеется пруд, ниже на берегах расположена деревня Карашур, далее — посёлок Канифольный, в устье реки — посёлок Селычка. Река впадает в Иж в 222 км от его устья.
От Якшур-Бодьи до устья течение проходит по лесу, где на берегах расположены санатории и базы отдыха, а вдоль реки проходит автодорога М7, которая затем пересекает реку у устья.
В бассейне реки расположены также деревни Якшур, Липовка, Альман и несколько нежилых деревень.

## Данные водного реестра
По данным государственного водного реестра России относится к Камскому бассейновому округу, водохозяйственный участок реки — Иж от истока и до устья, речной подбассейн реки — бассейны притоков Камы до впадения Белой. Речной бассейн реки — Кама.
Код объекта в государственном водном реестре — 10010101212111100026944.